# Robert Rochester
Robert Rochester (ca. 1494 - 28 novembre 1557) est un catholique anglais et contrôleur de la maison et membre du Conseil privé sous le règne de Marie Ire.

## Famille
La famille de Rochester est une « petite noblesse d'Essex » associée aux comtes d'Oxford. Selon Ross, Robert Rochester, écuyer, est contrôleur de la maison de John de Vere (13e comte d'Oxford), pour 10 £ par an, d'environ 1495 jusqu'à sa mort en 1508.
Robert Rochester est né à Terling, Essex, le troisième fils de John Rochester et Grisold Writtle, fille de Walter Writtle de Bobbingworth. La sœur de Grisold Writtle, Eleanor, épouse James Walsingham et est la mère d'Edmund Walsingham (en), lieutenant de la Tour de Londres .
Le frère cadet de Rochester, le bienheureux John Rochester est un chartreux et martyr qui est exécuté à York en mai 1537 et béatifié en 1888.

## Carrière
Selon Hughes, en 1542, Rochester est nommé receveur de John de Vere (16e comte d'Oxford), et bailli du manoir du comte de Lavenham dans le Suffolk. En 1551, Rochester est nommé Contrôleur de la Maison de Marie Tudor, la fille aînée d'Henri VIII et de Catherine d'Aragon. Cette année-là, le Conseil privé ordonne à Rochester d'empêcher tout prêtre de dire la messe dans la maison de la princesse ; Rochester refuse et est emprisonné dans la Tour de Londres (selon les Archives nationales  il est emprisonné à Fleet), et remplacé en tant que contrôleur par Sir Anthony Wingfield. L'année suivante, il est libéré pour se retirer dans le comté en raison de son état de santé. Il est bientôt autorisé à reprendre son poste de contrôleur.
Lorsque la princesse monte sur le trône sous le nom de Marie Ire, elle récompense Rochester pour ses loyaux services, le faisant Chancelier du duché de Lancastre et le nommant dans le cercle restreint du Conseil privé. Il est député d'Essex de 1553 à 1555.
Rochester ne s'est jamais marié. Il meurt le 28 novembre 1557. William Rochester, le frère aîné de Robert reçoit un tiers des terres de Robert, qui est enterré le 4 décembre à la Chartreuse à Sheen, la maison reconstituée par le reste des Chartreux anglais sous Dom Maurice Chauncy. Son neveu, Edward Waldegrave (en) (mort le 1er septembre 1561), fils de John Waldegrave (mort en 1543) et de la sœur de Rochester, Lora (morte vers 1545), lui succède à son poste de chancelier du Duché de Lancastre .